# Przypomnimy to panu hurtowo
Przypomnimy to panu hurtowo (ang. We Can Remember It For You Wholesale) – opowiadanie amerykańskiego pisarza Philipa K. Dicka. Ukazało się po raz pierwszy na łamach The Magazine of Fantasy & Science Fiction w kwietniu 1966 roku i jest zaliczane do klasyków twórczości autora. Na jego kanwie powstały dwa filmy: z 1990 roku pt. Pamięć absolutna z Arnoldem Schwarzeneggerem i Sharon Stone, w reżyserii Paula Verhoevena oraz z 2012 roku pt. Pamięć absolutna z Colinem Farrellem, Kate Beckinsale i Jessiką Biel, w reżyserii Lena Wisemana.

## Polskie tłumaczenia
W Polsce opowiadanie ukazało się w 1987 roku w antologii: Droga do science fiction (w trzeciej części Od Heinleina do dzisiaj, w drugim wolumenie) wydanej przez wydawnictwo Alfa w tłumaczeniu Barbary Jankowiak (ISBN 83-7001-171-3).
Kolejne tłumaczenie opowiadania w Polsce ukazało się m.in. w drugim tomie Opowiadań zebranych Philipa K. Dicka, wydanym przez wydawnictwo Prószyński i S-ka w tłumaczeniu Magdaleny Gawlik (ISBN 83-7180-246-3).

## Fabuła
Marzeniem Douglasa Quaila jest wycieczka na Marsa. Jednak jako słabo opłacany pracownik nie jest on w stanie zebrać odpowiedniej sumy pieniędzy. Stąd interesuje się usługami przedsiębiorstwa o nazwie Rekal. Jego klienci mogą sami wybrać przeżycia, które firma umieści w umyśle odbiorcy jako sztuczne wspomnienia. W przypadku podróży na Marsa klient otrzymuje także łudząco zbliżony do oryginału bilet oraz pamiątki. Pamięć o tym, iż dana osoba zgłosiła się w przedsiębiorstwie jest wymazywana. Aby zwiększyć intensywność przeżyć, Quail decyduje się pojechać tam w roli tajnego agenta.
Przy aplikowaniu rzeczonego wspomnienia pracownicy Rekal napotykają na pewien problem. Będąc pod wpływem narkozy, Quail przypomina sobie, iż był on już raz na Marsie jako tajny agent. Ludzie pracujący dla Rekal przypuszczają, iż wspomnienie Quaila zostało wcześniej wymazane przez wojsko. Wspólnie dochodzą do wniosku aby nie nakładać fałszywych przeżyć na autentyczne i wysyłają go do domu.
Tam powracają dalsze wspomnienia. Policja postanawia kontrolować myśli protagonisty poprzez specjalny nadajnik umieszczony w jego mózgu. Quail uświadamia sobie, iż był on kształcony na zawodowego zabójcę i wysłany w tym celu na Marsa, gdzie zrealizował swoje zadanie. Policja chce się go pozbyć, aby nie dopuścić do wycieku informacji o owym zdarzeniu. Mimo to Quailowi udaje się ucieczka. 
Za pomocą nadajnika w jego głowie siły policyjne mogą szybko go zlokalizować. Quail jest tego świadom i zaczyna negocjacje z rządem. Razem wypracowują wspólny kompromis: Władze odstąpią od prób likwidacji protagonisty, jeśli ten pozwoli na zastąpienie prawdziwych wspomnień tymi z przedsiębiorstwa Rekal. Muszą być one jednak tak mocne, iż cała reszta zniknie bezpowrotnie.  Psychiatrzy rządowi natrafiają jednak przy analizie na głęboko zakorzenioną i dawno zapomnianą dziecięcą fantazję Quaila. Obserwuje on inwazję istot pozaziemskich i jest w stanie na tyle zafascynować ich swoją humanitarnością i pokojowym usposobieniem, iż ci odstępują od ataku.
Pracownicy Rekal napotykają przy aplikacji fałszywych wspomnień na ten sam problem co poprzednio. Wszystko co chcą zaprogramować jest już w umyśle klienta. Quail musiał w rzeczywistości doświadczyć owej inwazji i swoją postawą uratował ludzkość.

## Adaptacje
Film Pamięć absolutna z Arnoldem Schwarzeneggerem jest wolną adaptacją opowiadania Dicka. W ekranizacji główny charakter Quaid (w opowiadaniu Quail) rzeczywiście udaje się na Marsa, a początkowa scena umieszczenia implantu pamięci zwiastuje wiele z tego, czego bohater sam później dokonuje, wliczając w to likwidację czarnych charakterów czy ostateczne ocalenie całej planety. W filmie jest kwestią otwartą, czy zdarzenia mają miejsce w świecie prawdziwym czy tylko w fantazji Quaida, co było artystyczną decyzją Paula Verhoevena. 
Piers Anthony napisał na podstawie filmu powieść Total Recall.
W czerwcu 2009 roku ogłoszono, iż Columbia Pictures zatrudniła Kurta Wimmera do napisania scenariusza do remake’u Pamięci absolutnej.
Film na podstawie scenariusza Kurta Wimmera i Marka Bombacka, a w reżyserii Lena Wisemana wszedł na ekrany w 2012 r. W rolach głównych wystąpili Colin Farrell, Kate Beckinsale i Jessica Biel, w rolach drugoplanowych m.in. Bill Nighy oraz Bookeem Woodbine. 
Film z 2012 r. znacznie odchodzi od opowiadania Dicka oraz od pierwszego filmu, zachowując jedynie motyw wgranych wspomnień i ruchu oporu przeciw tyranowi. Akcja ma miejsce na Ziemi, która po niesprecyzowanym konflikcie czy katastrofie jest zamieszkana jedynie na dwóch terytoriach - dawnej Wielkiej Brytanii oraz dawnej Australii, połączonych windą, poruszającą się przez skorupę ziemską. Kanclerz Zjednoczonej Federacji Brytanii, Cohaagen, planuje rozprawić się z Ruchem Oporu w Kolonii, wykorzystując do tego agenta Douglasa Quaida, który na początku filmu nie zdaje sobie sprawy ze swej prawdziwej tożsamości i przeszłości.